# (300037) 2006 UL131
(300037) 2006 UL131 es un asteroide perteneciente al cinturón de asteroides, descubierto el 19 de octubre de 2006 por el equipo del Spacewatch desde el Observatorio Nacional de Kitt Peak, Arizona, Estados Unidos.

## Designación y nombre
Designado provisionalmente como 2006 UL131.

## Características orbitales
2006 UL131 está situado a una distancia media del Sol de 3,117 ua, pudiendo alejarse hasta 3,313 ua y acercarse hasta 2,920 ua. Su excentricidad es 0,063 y la inclinación orbital 6,163 grados. Emplea 2010,25 días en completar una órbita alrededor del Sol.

## Características físicas
La magnitud absoluta de 2006 UL131 es 16.